# العرش (جبلة)

تعديل مصدري - تعديل

العرش محلة تابعة لقرية المعطن، التابعة لعزلة وراف بمديرية جبلة إحدى مديريات محافظة إب في الجمهورية اليمنية، بلغ تعداد سكانها 58 حسب تعداد اليمن لعام 2004.